# NK Biljart Artistiek (Kunststof) Ereklasse 2017-2018
De 15e editie van het Nederlands kampioenschap biljarten in de spelsoort Biljart Artistiek met kunststof ballen seizoen 2017/18 werd gespeeld met Simonis Bijartlakens Masters Artistiek als officiële naam van 30 maart t/m 1 april 2018 op twee tafels in Berlicum in een zaal van Den Durpsherd en werd georganiseerd door KNBB vereniging Carambole (KVC) in samenwerking met de Stichting Biljart Evenementen Nederland (BEN). Gelijktijdig vond in aan aanpalende zaal het NK Biljartvijfkamp plaats. Na afloop van de finale van dat kampioenschap werd in diezelfde zaal aansluitend de finale gespeeld. Om dat mogelijk te maken moest op de zondagmorgen nog een tafel worden ingetekend.
Spelers plaatsten zich middels het verzamelen van rankingpunten tijdens drie Grand-Prix toernooien voorafgaand aan de eindstrijd. Voor het eerst in de geschiedenis werden in deze spelsoort tijdens de Grand-Prixs poulewedstrijden gespeeld over twee sets waardoor een remisepartij tot de mogelijkheden behoorde. Alleen de kruisfinale en finale werden gespeeld volgens het Best-of-Five systeem. Alle overige wedstrijden in de KO-fase volgens het Best-of-Three systeem.  Een set bestond uit 10 verschillende voorgeschreven figuren uit het 100 figuren programma van het biljart artistiek.

Tijdens het Nederlands kampioenschap werden alle partijen gespeeld volgens het Best-of-Five Systeem. 

Dit toernooi werd gelijktijdig gespeeld met het NK Vijfkamp Ereklasse 2018 in dezelfde locatie.

(Gedurende het toernooi zullen de uitslagen continu worden bijgewerkt)

## Uitslagen Grand-Prixs

### 1eGrand Prix Rosmalen8 t/m 10 december 2017
| 1e Grand Prix Ereklasse Biljart Artistiek 2017-2018 - EINDSTANDEN POULES | 1e Grand Prix Ereklasse Biljart Artistiek 2017-2018 - EINDSTANDEN POULES | 1e Grand Prix Ereklasse Biljart Artistiek 2017-2018 - EINDSTANDEN POULES | 1e Grand Prix Ereklasse Biljart Artistiek 2017-2018 - EINDSTANDEN POULES | 1e Grand Prix Ereklasse Biljart Artistiek 2017-2018 - EINDSTANDEN POULES | 1e Grand Prix Ereklasse Biljart Artistiek 2017-2018 - EINDSTANDEN POULES | 1e Grand Prix Ereklasse Biljart Artistiek 2017-2018 - EINDSTANDEN POULES | 1e Grand Prix Ereklasse Biljart Artistiek 2017-2018 - EINDSTANDEN POULES | 1e Grand Prix Ereklasse Biljart Artistiek 2017-2018 - EINDSTANDEN POULES | 1e Grand Prix Ereklasse Biljart Artistiek 2017-2018 - EINDSTANDEN POULES | 1e Grand Prix Ereklasse Biljart Artistiek 2017-2018 - EINDSTANDEN POULES | 1e Grand Prix Ereklasse Biljart Artistiek 2017-2018 - EINDSTANDEN POULES | 1e Grand Prix Ereklasse Biljart Artistiek 2017-2018 - EINDSTANDEN POULES | 1e Grand Prix Ereklasse Biljart Artistiek 2017-2018 - EINDSTANDEN POULES | 1e Grand Prix Ereklasse Biljart Artistiek 2017-2018 - EINDSTANDEN POULES |
|                                                                          | POULE A - SPELER                                                         | PP                                                                       | SETS                                                                     | PNT                                                                      | MOG                                                                      | %                                                                        |                                                                          |                                                                          | POULE B - SPELER                                                         | PP                                                                       | SETS                                                                     | PNT                                                                      | MOG                                                                      | %                                                                        |
| ------------------------------------------------------------------------ | ------------------------------------------------------------------------ | ------------------------------------------------------------------------ | ------------------------------------------------------------------------ | ------------------------------------------------------------------------ | ------------------------------------------------------------------------ | ------------------------------------------------------------------------ | ------------------------------------------------------------------------ | ------------------------------------------------------------------------ | ------------------------------------------------------------------------ | ------------------------------------------------------------------------ | ------------------------------------------------------------------------ | ------------------------------------------------------------------------ | ------------------------------------------------------------------------ | ------------------------------------------------------------------------ |
| 1                                                                        | René Dericks                                                             | 8                                                                        | 8 - 2                                                                    | 450                                                                      | 677                                                                      | 66,46                                                                    | 1                                                                        | Sander Jonen                                                             | 7                                                                        | 7 - 3                                                                    | 389                                                                      | 659                                                                      | 59,02                                                                    |                                                                          |
| 2                                                                        | Erik Vijverberg                                                          | 8                                                                        | 8 - 2                                                                    | 418                                                                      | 653                                                                      | 64,01                                                                    | 2                                                                        | Mark Janssen                                                             | 7                                                                        | 7 - 3                                                                    | 360                                                                      | 634                                                                      | 56,78                                                                    |                                                                          |
| 3                                                                        | Benny Smits                                                              | 5                                                                        | 5 - 5                                                                    | 311                                                                      | 623                                                                      | 49,91                                                                    | 3                                                                        | Jop de Jong                                                              | 6                                                                        | 6 - 4                                                                    | 391                                                                      | 726                                                                      | 53,85                                                                    |                                                                          |
| 4                                                                        | Patrick de Haan                                                          | 4                                                                        | 4 - 6                                                                    | 350                                                                      | 743                                                                      | 47,10                                                                    | 4                                                                        | Robert van Veenendaal                                                    | 6                                                                        | 6 - 4                                                                    | 349                                                                      | 665                                                                      | 52,48                                                                    |                                                                          |
| 5                                                                        | René Kuijstermans                                                        | 3                                                                        | 3 - 7                                                                    | 266                                                                      | 620                                                                      | 42,90                                                                    | 5                                                                        | Eric van Hoorn                                                           | 2                                                                        | 2 - 8                                                                    | 260                                                                      | 737                                                                      | 35,27                                                                    |                                                                          |
| 6                                                                        | John de Bruijn                                                           | 2                                                                        | 2 - 8                                                                    | 220                                                                      | 659                                                                      | 33,38                                                                    | 6                                                                        | Wilfrie Vermeer                                                          | 2                                                                        | 2 - 8                                                                    | 189                                                                      | 673                                                                      | 28,08                                                                    |                                                                          |
|                                                                          |                                                                          |                                                                          |                                                                          |                                                                          |                                                                          |                                                                          |                                                                          |                                                                          |                                                                          |                                                                          |                                                                          |                                                                          |                                                                          |                                                                          |

Knock-out fase
| 1e Grand Prix Ereklasse Biljart Artistiek 2017-2018 - FINALERONDE | 1e Grand Prix Ereklasse Biljart Artistiek 2017-2018 - FINALERONDE | 1e Grand Prix Ereklasse Biljart Artistiek 2017-2018 - FINALERONDE | 1e Grand Prix Ereklasse Biljart Artistiek 2017-2018 - FINALERONDE | 1e Grand Prix Ereklasse Biljart Artistiek 2017-2018 - FINALERONDE | 1e Grand Prix Ereklasse Biljart Artistiek 2017-2018 - FINALERONDE | 1e Grand Prix Ereklasse Biljart Artistiek 2017-2018 - FINALERONDE | 1e Grand Prix Ereklasse Biljart Artistiek 2017-2018 - FINALERONDE | 1e Grand Prix Ereklasse Biljart Artistiek 2017-2018 - FINALERONDE | 1e Grand Prix Ereklasse Biljart Artistiek 2017-2018 - FINALERONDE | 1e Grand Prix Ereklasse Biljart Artistiek 2017-2018 - FINALERONDE | 1e Grand Prix Ereklasse Biljart Artistiek 2017-2018 - FINALERONDE | 1e Grand Prix Ereklasse Biljart Artistiek 2017-2018 - FINALERONDE | 1e Grand Prix Ereklasse Biljart Artistiek 2017-2018 - FINALERONDE |
| SPELER                                                            | PP                                                                | SETS                                                              | PNT                                                               | MOG                                                               | %                                                                 |                                                                   | SPELER                                                            | PP                                                                | SETS                                                              | PNT                                                               | MOG                                                               | %                                                                 |                                                                   |
| ----------------------------------------------------------------- | ----------------------------------------------------------------- | ----------------------------------------------------------------- | ----------------------------------------------------------------- | ----------------------------------------------------------------- | ----------------------------------------------------------------- | ----------------------------------------------------------------- | ----------------------------------------------------------------- | ----------------------------------------------------------------- | ----------------------------------------------------------------- | ----------------------------------------------------------------- | ----------------------------------------------------------------- | ----------------------------------------------------------------- | ----------------------------------------------------------------- |
| Mark Jansen                                                       | 2                                                                 | 3                                                                 | 197                                                               | 348                                                               | 56,60                                                             | Sander Jonen                                                      | 2                                                                 | 3                                                                 | 218                                                               | 313                                                               | 69,64                                                             |                                                                   |                                                                   |
| René Dericks                                                      | 0                                                                 | 2                                                                 | 191                                                               | 340                                                               | 56,17                                                             | Erik Vijverberg                                                   | 0                                                                 | 2                                                                 | 201                                                               | 306                                                               | 65,68                                                             |                                                                   |                                                                   |
| Om 11e / 12e plaats                                               | Om 11e / 12e plaats                                               | Om 11e / 12e plaats                                               | Om 11e / 12e plaats                                               | Om 11e / 12e plaats                                               | Om 11e / 12e plaats                                               | Om 9e / 10e plaats                                                | Om 9e / 10e plaats                                                | Om 9e / 10e plaats                                                | Om 9e / 10e plaats                                                | Om 9e / 10e plaats                                                | Om 9e / 10e plaats                                                |                                                                   |                                                                   |
| John de Bruijn                                                    | 2                                                                 | 2                                                                 | 65                                                                | 215                                                               | 30,23                                                             | René Kuijstermans                                                 | 2                                                                 | 2                                                                 | 72                                                                | 183                                                               | 39,34                                                             |                                                                   |                                                                   |
| Wilfrie Vermeer                                                   | 0                                                                 | 1                                                                 | 64                                                                | 225                                                               | 28,44                                                             | Eric van Hoorn                                                    | 0                                                                 | 1                                                                 | 37                                                                | 190                                                               | 19,47                                                             |                                                                   |                                                                   |
| Om 7e / 8e plaats                                                 | Om 7e / 8e plaats                                                 | Om 7e / 8e plaats                                                 | Om 7e / 8e plaats                                                 | Om 7e / 8e plaats                                                 | Om 7e / 8e plaats                                                 | Om 5e / 6e plaats                                                 | Om 5e / 6e plaats                                                 | Om 5e / 6e plaats                                                 | Om 5e / 6e plaats                                                 | Om 5e / 6e plaats                                                 | Om 5e / 6e plaats                                                 |                                                                   |                                                                   |
| Patrick de Haan                                                   | 2                                                                 | 2                                                                 | 88                                                                | 140                                                               | 62,85                                                             | Jop de Jong                                                       | 2                                                                 | 2                                                                 | 117                                                               | 188                                                               | 62,23                                                             |                                                                   |                                                                   |
| Robert van Veenendaal                                             | 0                                                                 | 0                                                                 | 76                                                                | 140                                                               | 54,28                                                             | Benny Smits                                                       | 0                                                                 | 1                                                                 | 92                                                                | 198                                                               | 46,46                                                             |                                                                   |                                                                   |
| Om 3e / 4e plaats                                                 | Om 3e / 4e plaats                                                 | Om 3e / 4e plaats                                                 | Om 3e / 4e plaats                                                 | Om 3e / 4e plaats                                                 | Om 3e / 4e plaats                                                 | FINALE                                                            | FINALE                                                            | FINALE                                                            | FINALE                                                            | FINALE                                                            | FINALE                                                            |                                                                   |                                                                   |
| René Dericks                                                      | 2                                                                 | 2                                                                 | 95                                                                | 133                                                               | 71,42                                                             | Sander Jonen (28e GP-zege)                                        | 2                                                                 | 3                                                                 | 149                                                               | 205                                                               | 72,68                                                             |                                                                   |                                                                   |
| Erik Vijverberg                                                   | 0                                                                 | 0                                                                 | 60                                                                | 133                                                               | 45,11                                                             | Mark Janssen                                                      | 0                                                                 | 0                                                                 | 113                                                               | 208                                                               | 54,32                                                             |                                                                   |                                                                   |
|                                                                   |                                                                   |                                                                   |                                                                   |                                                                   |                                                                   |                                                                   |                                                                   |                                                                   |                                                                   |                                                                   |                                                                   |                                                                   |                                                                   |

Eindstand
| 1e Grand Prix Ereklasse Biljart Artistiek 2017-2018 - EINDSTAND MET RANKINGPUNTEN | 1e Grand Prix Ereklasse Biljart Artistiek 2017-2018 - EINDSTAND MET RANKINGPUNTEN | 1e Grand Prix Ereklasse Biljart Artistiek 2017-2018 - EINDSTAND MET RANKINGPUNTEN | 1e Grand Prix Ereklasse Biljart Artistiek 2017-2018 - EINDSTAND MET RANKINGPUNTEN | 1e Grand Prix Ereklasse Biljart Artistiek 2017-2018 - EINDSTAND MET RANKINGPUNTEN | 1e Grand Prix Ereklasse Biljart Artistiek 2017-2018 - EINDSTAND MET RANKINGPUNTEN | 1e Grand Prix Ereklasse Biljart Artistiek 2017-2018 - EINDSTAND MET RANKINGPUNTEN | 1e Grand Prix Ereklasse Biljart Artistiek 2017-2018 - EINDSTAND MET RANKINGPUNTEN | 1e Grand Prix Ereklasse Biljart Artistiek 2017-2018 - EINDSTAND MET RANKINGPUNTEN | 1e Grand Prix Ereklasse Biljart Artistiek 2017-2018 - EINDSTAND MET RANKINGPUNTEN | 1e Grand Prix Ereklasse Biljart Artistiek 2017-2018 - EINDSTAND MET RANKINGPUNTEN | 1e Grand Prix Ereklasse Biljart Artistiek 2017-2018 - EINDSTAND MET RANKINGPUNTEN | 1e Grand Prix Ereklasse Biljart Artistiek 2017-2018 - EINDSTAND MET RANKINGPUNTEN | 1e Grand Prix Ereklasse Biljart Artistiek 2017-2018 - EINDSTAND MET RANKINGPUNTEN |
|                                                                                   | SPELER                                                                            | %                                                                                 | RPNT                                                                              |                                                                                   |                                                                                   | SPELER                                                                            | %                                                                                 | RPNT                                                                              |                                                                                   |                                                                                   | SPELER                                                                            | %                                                                                 | RPNT                                                                              |
| --------------------------------------------------------------------------------- | --------------------------------------------------------------------------------- | --------------------------------------------------------------------------------- | --------------------------------------------------------------------------------- | --------------------------------------------------------------------------------- | --------------------------------------------------------------------------------- | --------------------------------------------------------------------------------- | --------------------------------------------------------------------------------- | --------------------------------------------------------------------------------- | --------------------------------------------------------------------------------- | --------------------------------------------------------------------------------- | --------------------------------------------------------------------------------- | --------------------------------------------------------------------------------- | --------------------------------------------------------------------------------- |
| 1                                                                                 | Sander Jonen                                                                      | 64,23                                                                             | 44                                                                                | 5                                                                                 | Jop de Jong                                                                       | 55,57                                                                             | 16                                                                                | 9                                                                                 | René Kuijstermans                                                                 | 42,09                                                                             | 8                                                                                 |                                                                                   |                                                                                   |
| 2                                                                                 | Mark Janssen                                                                      | 56,30                                                                             | 34                                                                                | 6                                                                                 | Benny Smits                                                                       | 49,08                                                                             | 14                                                                                | 10                                                                                | Eric van Hoorn                                                                    | 32,09                                                                             | 6                                                                                 |                                                                                   |                                                                                   |
| 3                                                                                 | René Dericks                                                                      | 64,00                                                                             | 26                                                                                | 7                                                                                 | Patrick de Haan                                                                   | 49,60                                                                             | 12                                                                                | 11                                                                                | John de Bruijn                                                                    | 32,60                                                                             | 4                                                                                 |                                                                                   |                                                                                   |
| 4                                                                                 | Erik Vijverberg                                                                   | 62,17                                                                             | 20                                                                                | 8                                                                                 | Robert van Veenendaal                                                             | 52,79                                                                             | 10                                                                                | 12                                                                                | Wilfrie Vermeer                                                                   | 28,17                                                                             | 2                                                                                 |                                                                                   |                                                                                   |
| Toernooigemiddelde: 50,18 %                                                       |                                                                                   |                                                                                   |                                                                                   |                                                                                   |                                                                                   |                                                                                   |                                                                                   |                                                                                   |                                                                                   |                                                                                   |                                                                                   |                                                                                   |                                                                                   |

### 2eGrand Prix Den Haag(Biljartcafé Jorissen) 19 t/m 21 januari 2018
| 2e Grand Prix Ereklasse Biljart Artistiek DEN HAAG 2017-2018 - EINDSTANDEN POULES | 2e Grand Prix Ereklasse Biljart Artistiek DEN HAAG 2017-2018 - EINDSTANDEN POULES | 2e Grand Prix Ereklasse Biljart Artistiek DEN HAAG 2017-2018 - EINDSTANDEN POULES | 2e Grand Prix Ereklasse Biljart Artistiek DEN HAAG 2017-2018 - EINDSTANDEN POULES | 2e Grand Prix Ereklasse Biljart Artistiek DEN HAAG 2017-2018 - EINDSTANDEN POULES | 2e Grand Prix Ereklasse Biljart Artistiek DEN HAAG 2017-2018 - EINDSTANDEN POULES | 2e Grand Prix Ereklasse Biljart Artistiek DEN HAAG 2017-2018 - EINDSTANDEN POULES | 2e Grand Prix Ereklasse Biljart Artistiek DEN HAAG 2017-2018 - EINDSTANDEN POULES | 2e Grand Prix Ereklasse Biljart Artistiek DEN HAAG 2017-2018 - EINDSTANDEN POULES | 2e Grand Prix Ereklasse Biljart Artistiek DEN HAAG 2017-2018 - EINDSTANDEN POULES | 2e Grand Prix Ereklasse Biljart Artistiek DEN HAAG 2017-2018 - EINDSTANDEN POULES | 2e Grand Prix Ereklasse Biljart Artistiek DEN HAAG 2017-2018 - EINDSTANDEN POULES | 2e Grand Prix Ereklasse Biljart Artistiek DEN HAAG 2017-2018 - EINDSTANDEN POULES | 2e Grand Prix Ereklasse Biljart Artistiek DEN HAAG 2017-2018 - EINDSTANDEN POULES | 2e Grand Prix Ereklasse Biljart Artistiek DEN HAAG 2017-2018 - EINDSTANDEN POULES |
|                                                                                   | POULE A - SPELER                                                                  | PP                                                                                | SETS                                                                              | PNT                                                                               | MOG                                                                               | %                                                                                 |                                                                                   |                                                                                   | POULE B - SPELER                                                                  | PP                                                                                | SETS                                                                              | PNT                                                                               | MOG                                                                               | %                                                                                 |
| --------------------------------------------------------------------------------- | --------------------------------------------------------------------------------- | --------------------------------------------------------------------------------- | --------------------------------------------------------------------------------- | --------------------------------------------------------------------------------- | --------------------------------------------------------------------------------- | --------------------------------------------------------------------------------- | --------------------------------------------------------------------------------- | --------------------------------------------------------------------------------- | --------------------------------------------------------------------------------- | --------------------------------------------------------------------------------- | --------------------------------------------------------------------------------- | --------------------------------------------------------------------------------- | --------------------------------------------------------------------------------- | --------------------------------------------------------------------------------- |
| 1                                                                                 | Sander Jonen                                                                      | 8                                                                                 | 8 - 2                                                                             | 455                                                                               | 673                                                                               | 67,60                                                                             | 1                                                                                 | René Dericks                                                                      | 8                                                                                 | 8 - 2                                                                             | 401                                                                               | 641                                                                               | 62,55                                                                             |                                                                                   |
| 2                                                                                 | Jop de Jong                                                                       | 8                                                                                 | 8 - 2                                                                             | 423                                                                               | 706                                                                               | 59,91                                                                             | 2                                                                                 | Patrick de Haan                                                                   | 6                                                                                 | 6 - 4                                                                             | 339                                                                               | 688                                                                               | 49,27                                                                             |                                                                                   |
| 3                                                                                 | Erik Vijverberg                                                                   | 5                                                                                 | 5 - 5                                                                             | 396                                                                               | 681                                                                               | 58,14                                                                             | 3                                                                                 | Mark Janssen                                                                      | 5                                                                                 | 5 - 5                                                                             | 385                                                                               | 661                                                                               | 58,24                                                                             |                                                                                   |
| 4                                                                                 | Robert van Veenendaal                                                             | 5                                                                                 | 5 - 5                                                                             | 314                                                                               | 639                                                                               | 49,13                                                                             | 4                                                                                 | Benny Smits                                                                       | 5                                                                                 | 5 - 5                                                                             | 314                                                                               | 612                                                                               | 51,30                                                                             |                                                                                   |
| 5                                                                                 | René Kuijstermans                                                                 | 4                                                                                 | 4 - 6                                                                             | 253                                                                               | 661                                                                               | 38,27                                                                             | 5                                                                                 | John de Bruijn                                                                    | 4                                                                                 | 4 - 6                                                                             | 331                                                                               | 642                                                                               | 51,55                                                                             |                                                                                   |
| 6                                                                                 | Wilfrie Vermeer                                                                   | 0                                                                                 | 0 - 10                                                                            | 204                                                                               | 651                                                                               | 31,33                                                                             | 6                                                                                 | Eric van Hoorn                                                                    | 2                                                                                 | 0 - 10                                                                            | 235                                                                               | 639                                                                               | 36,77                                                                             |                                                                                   |
|                                                                                   |                                                                                   |                                                                                   |                                                                                   |                                                                                   |                                                                                   |                                                                                   |                                                                                   |                                                                                   |                                                                                   |                                                                                   |                                                                                   |                                                                                   |                                                                                   |                                                                                   |

Knock-out fase
| 2e Grand Prix Ereklasse Biljart Artistiek 2017-2018 - FINALERONDE | 2e Grand Prix Ereklasse Biljart Artistiek 2017-2018 - FINALERONDE | 2e Grand Prix Ereklasse Biljart Artistiek 2017-2018 - FINALERONDE | 2e Grand Prix Ereklasse Biljart Artistiek 2017-2018 - FINALERONDE | 2e Grand Prix Ereklasse Biljart Artistiek 2017-2018 - FINALERONDE | 2e Grand Prix Ereklasse Biljart Artistiek 2017-2018 - FINALERONDE | 2e Grand Prix Ereklasse Biljart Artistiek 2017-2018 - FINALERONDE | 2e Grand Prix Ereklasse Biljart Artistiek 2017-2018 - FINALERONDE | 2e Grand Prix Ereklasse Biljart Artistiek 2017-2018 - FINALERONDE | 2e Grand Prix Ereklasse Biljart Artistiek 2017-2018 - FINALERONDE | 2e Grand Prix Ereklasse Biljart Artistiek 2017-2018 - FINALERONDE | 2e Grand Prix Ereklasse Biljart Artistiek 2017-2018 - FINALERONDE | 2e Grand Prix Ereklasse Biljart Artistiek 2017-2018 - FINALERONDE | 2e Grand Prix Ereklasse Biljart Artistiek 2017-2018 - FINALERONDE |
| SPELER                                                            | PP                                                                | SETS                                                              | PNT                                                               | MOG                                                               | %                                                                 |                                                                   | SPELER                                                            | PP                                                                | SETS                                                              | PNT                                                               | MOG                                                               | %                                                                 |                                                                   |
| ----------------------------------------------------------------- | ----------------------------------------------------------------- | ----------------------------------------------------------------- | ----------------------------------------------------------------- | ----------------------------------------------------------------- | ----------------------------------------------------------------- | ----------------------------------------------------------------- | ----------------------------------------------------------------- | ----------------------------------------------------------------- | ----------------------------------------------------------------- | ----------------------------------------------------------------- | ----------------------------------------------------------------- | ----------------------------------------------------------------- | ----------------------------------------------------------------- |
| Sander Jonen                                                      | 2                                                                 | 3                                                                 | 140                                                               | 200                                                               | 70,00                                                             | Jop de Jong                                                       | 2                                                                 | 3                                                                 | 225                                                               | 286                                                               | 78,67                                                             |                                                                   |                                                                   |
| Patrick de Haan                                                   | 0                                                                 | 0                                                                 | 90                                                                | 190                                                               | 47,36                                                             | René Dericks                                                      | 0                                                                 | 1                                                                 | 177                                                               | 279                                                               | 63,44                                                             |                                                                   |                                                                   |
| Om 11e / 12e plaats                                               | Om 11e / 12e plaats                                               | Om 11e / 12e plaats                                               | Om 11e / 12e plaats                                               | Om 11e / 12e plaats                                               | Om 11e / 12e plaats                                               | Om 9e / 10e plaats                                                | Om 9e / 10e plaats                                                | Om 9e / 10e plaats                                                | Om 9e / 10e plaats                                                | Om 9e / 10e plaats                                                | Om 9e / 10e plaats                                                |                                                                   |                                                                   |
| Wilfrie Vermeer                                                   | 2                                                                 | 2                                                                 | 63                                                                | 133                                                               | 47,36                                                             | John de Bruijn                                                    | 2                                                                 | 2                                                                 | 55                                                                | 150                                                               | 36,66                                                             |                                                                   |                                                                   |
| Eric van Hoorn                                                    | 0                                                                 | 0                                                                 | 25                                                                | 123                                                               | 20,32                                                             | René Kuijstermans                                                 | 0                                                                 | 0                                                                 | 35                                                                | 140                                                               | 25,00                                                             |                                                                   |                                                                   |
| Om 7e / 8e plaats                                                 | Om 7e / 8e plaats                                                 | Om 7e / 8e plaats                                                 | Om 7e / 8e plaats                                                 | Om 7e / 8e plaats                                                 | Om 7e / 8e plaats                                                 | Om 5e / 6e plaats                                                 | Om 5e / 6e plaats                                                 | Om 5e / 6e plaats                                                 | Om 5e / 6e plaats                                                 | Om 5e / 6e plaats                                                 | Om 5e / 6e plaats                                                 |                                                                   |                                                                   |
| Robert van Veenendaal                                             | 2                                                                 | 2                                                                 | 77                                                                | 133                                                               | 57,89                                                             | Erik Vijverberg                                                   | 2                                                                 | 2                                                                 | 147                                                               | 198                                                               | 74,24                                                             |                                                                   |                                                                   |
| Benny Smits                                                       | 0                                                                 | 0                                                                 | 55                                                                | 140                                                               | 39,28                                                             | Mark Janssen                                                      | 0                                                                 | 1                                                                 | 109                                                               | 190                                                               | 57,36                                                             |                                                                   |                                                                   |
| Om 3e / 4e plaats                                                 | Om 3e / 4e plaats                                                 | Om 3e / 4e plaats                                                 | Om 3e / 4e plaats                                                 | Om 3e / 4e plaats                                                 | Om 3e / 4e plaats                                                 | FINALE                                                            | FINALE                                                            | FINALE                                                            | FINALE                                                            | FINALE                                                            | FINALE                                                            |                                                                   |                                                                   |
| René Dericks                                                      | 2                                                                 | 2                                                                 | 79                                                                | 133                                                               | 59,39                                                             | Sander Jonen (29e GP-zege)                                        | 2                                                                 | 3                                                                 | 244                                                               | 348                                                               | 70,11                                                             |                                                                   |                                                                   |
| Patrick de Haan                                                   | 0                                                                 | 0                                                                 | 58                                                                | 133                                                               | 43,60                                                             | Jop de Jong                                                       | 0                                                                 | 2                                                                 | 213                                                               | 350                                                               | 60,85                                                             |                                                                   |                                                                   |
|                                                                   |                                                                   |                                                                   |                                                                   |                                                                   |                                                                   |                                                                   |                                                                   |                                                                   |                                                                   |                                                                   |                                                                   |                                                                   |                                                                   |

Eindstand
| 2e Grand Prix Ereklasse Biljart Artistiek 2017-2018 - EINDSTAND MET RANKINGPUNTEN | 2e Grand Prix Ereklasse Biljart Artistiek 2017-2018 - EINDSTAND MET RANKINGPUNTEN | 2e Grand Prix Ereklasse Biljart Artistiek 2017-2018 - EINDSTAND MET RANKINGPUNTEN | 2e Grand Prix Ereklasse Biljart Artistiek 2017-2018 - EINDSTAND MET RANKINGPUNTEN | 2e Grand Prix Ereklasse Biljart Artistiek 2017-2018 - EINDSTAND MET RANKINGPUNTEN | 2e Grand Prix Ereklasse Biljart Artistiek 2017-2018 - EINDSTAND MET RANKINGPUNTEN | 2e Grand Prix Ereklasse Biljart Artistiek 2017-2018 - EINDSTAND MET RANKINGPUNTEN | 2e Grand Prix Ereklasse Biljart Artistiek 2017-2018 - EINDSTAND MET RANKINGPUNTEN | 2e Grand Prix Ereklasse Biljart Artistiek 2017-2018 - EINDSTAND MET RANKINGPUNTEN | 2e Grand Prix Ereklasse Biljart Artistiek 2017-2018 - EINDSTAND MET RANKINGPUNTEN | 2e Grand Prix Ereklasse Biljart Artistiek 2017-2018 - EINDSTAND MET RANKINGPUNTEN | 2e Grand Prix Ereklasse Biljart Artistiek 2017-2018 - EINDSTAND MET RANKINGPUNTEN | 2e Grand Prix Ereklasse Biljart Artistiek 2017-2018 - EINDSTAND MET RANKINGPUNTEN | 2e Grand Prix Ereklasse Biljart Artistiek 2017-2018 - EINDSTAND MET RANKINGPUNTEN |
|                                                                                   | SPELER                                                                            | %                                                                                 | RPNT                                                                              |                                                                                   |                                                                                   | SPELER                                                                            | %                                                                                 | RPNT                                                                              |                                                                                   |                                                                                   | SPELER                                                                            | %                                                                                 | RPNT                                                                              |
| --------------------------------------------------------------------------------- | --------------------------------------------------------------------------------- | --------------------------------------------------------------------------------- | --------------------------------------------------------------------------------- | --------------------------------------------------------------------------------- | --------------------------------------------------------------------------------- | --------------------------------------------------------------------------------- | --------------------------------------------------------------------------------- | --------------------------------------------------------------------------------- | --------------------------------------------------------------------------------- | --------------------------------------------------------------------------------- | --------------------------------------------------------------------------------- | --------------------------------------------------------------------------------- | --------------------------------------------------------------------------------- |
| 1                                                                                 | Sander Jonen                                                                      | 68,71                                                                             | 44                                                                                | 5                                                                                 | Erik Vijverberg                                                                   | 61,77                                                                             | 16                                                                                | 9                                                                                 | John de Bruijn                                                                    | 48,73                                                                             | 8                                                                                 |                                                                                   |                                                                                   |
| 2                                                                                 | Jop de Jong                                                                       | 64,15                                                                             | 34                                                                                | 6                                                                                 | Mark Janssen                                                                      | 58,04                                                                             | 14                                                                                | 10                                                                                | René Kuijstermans                                                                 | 35,95                                                                             | 6                                                                                 |                                                                                   |                                                                                   |
| 3                                                                                 | René Dericks                                                                      | 62,39                                                                             | 26                                                                                | 7                                                                                 | Robert van Veenendaal                                                             | 50,64                                                                             | 12                                                                                | 11                                                                                | Wilfrie Vermeer                                                                   | 34,05                                                                             | 4                                                                                 |                                                                                   |                                                                                   |
| 4                                                                                 | Patrick de Haan                                                                   | 48,17                                                                             | 20                                                                                | 8                                                                                 | Benny Smits                                                                       | 49,06                                                                             | 10                                                                                | 12                                                                                | Eric van Hoorn                                                                    | 34,12                                                                             | 2                                                                                 |                                                                                   |                                                                                   |
| Toernooigemiddelde: 53,01 %                                                       |                                                                                   |                                                                                   |                                                                                   |                                                                                   |                                                                                   |                                                                                   |                                                                                   |                                                                                   |                                                                                   |                                                                                   |                                                                                   |                                                                                   |                                                                                   |

### 3eGrand Prix Doetinchem(de Veemarkt) 16 t/m 18 februari 2018
| 3e Grand Prix Ereklasse Biljart Artistiek DOETINCHEM 2017-2018 - EINDSTANDEN POULES | 3e Grand Prix Ereklasse Biljart Artistiek DOETINCHEM 2017-2018 - EINDSTANDEN POULES | 3e Grand Prix Ereklasse Biljart Artistiek DOETINCHEM 2017-2018 - EINDSTANDEN POULES | 3e Grand Prix Ereklasse Biljart Artistiek DOETINCHEM 2017-2018 - EINDSTANDEN POULES | 3e Grand Prix Ereklasse Biljart Artistiek DOETINCHEM 2017-2018 - EINDSTANDEN POULES | 3e Grand Prix Ereklasse Biljart Artistiek DOETINCHEM 2017-2018 - EINDSTANDEN POULES | 3e Grand Prix Ereklasse Biljart Artistiek DOETINCHEM 2017-2018 - EINDSTANDEN POULES | 3e Grand Prix Ereklasse Biljart Artistiek DOETINCHEM 2017-2018 - EINDSTANDEN POULES | 3e Grand Prix Ereklasse Biljart Artistiek DOETINCHEM 2017-2018 - EINDSTANDEN POULES | 3e Grand Prix Ereklasse Biljart Artistiek DOETINCHEM 2017-2018 - EINDSTANDEN POULES | 3e Grand Prix Ereklasse Biljart Artistiek DOETINCHEM 2017-2018 - EINDSTANDEN POULES | 3e Grand Prix Ereklasse Biljart Artistiek DOETINCHEM 2017-2018 - EINDSTANDEN POULES | 3e Grand Prix Ereklasse Biljart Artistiek DOETINCHEM 2017-2018 - EINDSTANDEN POULES | 3e Grand Prix Ereklasse Biljart Artistiek DOETINCHEM 2017-2018 - EINDSTANDEN POULES | 3e Grand Prix Ereklasse Biljart Artistiek DOETINCHEM 2017-2018 - EINDSTANDEN POULES |
|                                                                                     | POULE A - SPELER                                                                    | PP                                                                                  | SETS                                                                                | PNT                                                                                 | MOG                                                                                 | %                                                                                   |                                                                                     |                                                                                     | POULE B - SPELER                                                                    | PP                                                                                  | SETS                                                                                | PNT                                                                                 | MOG                                                                                 | %                                                                                   |
| ----------------------------------------------------------------------------------- | ----------------------------------------------------------------------------------- | ----------------------------------------------------------------------------------- | ----------------------------------------------------------------------------------- | ----------------------------------------------------------------------------------- | ----------------------------------------------------------------------------------- | ----------------------------------------------------------------------------------- | ----------------------------------------------------------------------------------- | ----------------------------------------------------------------------------------- | ----------------------------------------------------------------------------------- | ----------------------------------------------------------------------------------- | ----------------------------------------------------------------------------------- | ----------------------------------------------------------------------------------- | ----------------------------------------------------------------------------------- | ----------------------------------------------------------------------------------- |
| 1                                                                                   | Sander Jonen                                                                        | 8                                                                                   | 8 - 2                                                                               | 443                                                                                 | 661                                                                                 | 67,01                                                                               | 1                                                                                   | Jop de Jong                                                                         | 7                                                                                   | 7 - 3                                                                               | 403                                                                                 | 668                                                                                 | 60,32                                                                               |                                                                                     |
| 2                                                                                   | Erik Vijverberg                                                                     | 6                                                                                   | 6 - 4                                                                               | 404                                                                                 | 666                                                                                 | 60,66                                                                               | 2                                                                                   | René Dericks                                                                        | 6                                                                                   | 6 - 4                                                                               | 429                                                                                 | 666                                                                                 | 64,41                                                                               |                                                                                     |
| 3                                                                                   | Robert van Veenendaal                                                               | 5                                                                                   | 5 - 5                                                                               | 332                                                                                 | 641                                                                                 | 51,79                                                                               | 3                                                                                   | Benny Smits                                                                         | 6                                                                                   | 6 - 4                                                                               | 383                                                                                 | 695                                                                                 | 55,10                                                                               |                                                                                     |
| 4                                                                                   | Mark Janssen                                                                        | 4                                                                                   | 4 - 6                                                                               | 352                                                                                 | 649                                                                                 | 54,23                                                                               | 4                                                                                   | Patrick de Haan                                                                     | 4                                                                                   | 4 - 6                                                                               | 341                                                                                 | 666                                                                                 | 51,20                                                                               |                                                                                     |
| 5                                                                                   | René Kuijstermans                                                                   | 4                                                                                   | 4 - 6                                                                               | 314                                                                                 | 679                                                                                 | 46,24                                                                               | 5                                                                                   | Eric van Hoorn                                                                      | 4                                                                                   | 4 - 6                                                                               | 325                                                                                 | 725                                                                                 | 44,82                                                                               |                                                                                     |
| 6                                                                                   | Wilfrie Vermeer                                                                     | 3                                                                                   | 3 - 7                                                                               | 284                                                                                 | 646                                                                                 | 43,96                                                                               | 6                                                                                   | John de Bruijn                                                                      | 3                                                                                   | 3 - 7                                                                               | 301                                                                                 | 693                                                                                 | 43,43                                                                               |                                                                                     |
|                                                                                     |                                                                                     |                                                                                     |                                                                                     |                                                                                     |                                                                                     |                                                                                     |                                                                                     |                                                                                     |                                                                                     |                                                                                     |                                                                                     |                                                                                     |                                                                                     |                                                                                     |

Knock-out fase
| 3e Grand Prix Ereklasse Biljart Artistiek 2017-2018 - FINALERONDE | 3e Grand Prix Ereklasse Biljart Artistiek 2017-2018 - FINALERONDE | 3e Grand Prix Ereklasse Biljart Artistiek 2017-2018 - FINALERONDE | 3e Grand Prix Ereklasse Biljart Artistiek 2017-2018 - FINALERONDE | 3e Grand Prix Ereklasse Biljart Artistiek 2017-2018 - FINALERONDE | 3e Grand Prix Ereklasse Biljart Artistiek 2017-2018 - FINALERONDE | 3e Grand Prix Ereklasse Biljart Artistiek 2017-2018 - FINALERONDE | 3e Grand Prix Ereklasse Biljart Artistiek 2017-2018 - FINALERONDE | 3e Grand Prix Ereklasse Biljart Artistiek 2017-2018 - FINALERONDE | 3e Grand Prix Ereklasse Biljart Artistiek 2017-2018 - FINALERONDE | 3e Grand Prix Ereklasse Biljart Artistiek 2017-2018 - FINALERONDE | 3e Grand Prix Ereklasse Biljart Artistiek 2017-2018 - FINALERONDE | 3e Grand Prix Ereklasse Biljart Artistiek 2017-2018 - FINALERONDE | 3e Grand Prix Ereklasse Biljart Artistiek 2017-2018 - FINALERONDE |
| SPELER                                                            | PP                                                                | SETS                                                              | PNT                                                               | MOG                                                               | %                                                                 |                                                                   | SPELER                                                            | PP                                                                | SETS                                                              | PNT                                                               | MOG                                                               | %                                                                 |                                                                   |
| ----------------------------------------------------------------- | ----------------------------------------------------------------- | ----------------------------------------------------------------- | ----------------------------------------------------------------- | ----------------------------------------------------------------- | ----------------------------------------------------------------- | ----------------------------------------------------------------- | ----------------------------------------------------------------- | ----------------------------------------------------------------- | ----------------------------------------------------------------- | ----------------------------------------------------------------- | ----------------------------------------------------------------- | ----------------------------------------------------------------- | ----------------------------------------------------------------- |
| Sander Jonen                                                      | 0                                                                 | 0                                                                 | 85                                                                | 173                                                               | 49,13                                                             | Jop de Jong                                                       | 2                                                                 | 3                                                                 | 197                                                               | 323                                                               | 60,99                                                             |                                                                   |                                                                   |
| René Dericks                                                      | 2                                                                 | 3                                                                 | 144                                                               | 173                                                               | 83,23                                                             | Erik Vijverberg                                                   | 0                                                                 | 2                                                                 | 179                                                               | 323                                                               | 55,41                                                             |                                                                   |                                                                   |
| Om 11e / 12e plaats                                               | Om 11e / 12e plaats                                               | Om 11e / 12e plaats                                               | Om 11e / 12e plaats                                               | Om 11e / 12e plaats                                               | Om 11e / 12e plaats                                               | Om 9e / 10e plaats                                                | Om 9e / 10e plaats                                                | Om 9e / 10e plaats                                                | Om 9e / 10e plaats                                                | Om 9e / 10e plaats                                                | Om 9e / 10e plaats                                                |                                                                   |                                                                   |
| Wilfrie Vermeer                                                   | 2                                                                 | 2                                                                 | 86                                                                | 130                                                               | 66,15                                                             | Eric van Hoorn                                                    | 0                                                                 | 0                                                                 | 39                                                                | 133                                                               | 29,32                                                             |                                                                   |                                                                   |
| John de Bruijn                                                    | 0                                                                 | 0                                                                 | 62                                                                | 133                                                               | 46,61                                                             | René Kuijstermans                                                 | 2                                                                 | 2                                                                 | 72                                                                | 133                                                               | 54,13                                                             |                                                                   |                                                                   |
| Om 7e / 8e plaats                                                 | Om 7e / 8e plaats                                                 | Om 7e / 8e plaats                                                 | Om 7e / 8e plaats                                                 | Om 7e / 8e plaats                                                 | Om 7e / 8e plaats                                                 | Om 5e / 6e plaats                                                 | Om 5e / 6e plaats                                                 | Om 5e / 6e plaats                                                 | Om 5e / 6e plaats                                                 | Om 5e / 6e plaats                                                 | Om 5e / 6e plaats                                                 |                                                                   |                                                                   |
| Mark Janssen                                                      | 2                                                                 | 2                                                                 | 82                                                                | 140                                                               | 58,57                                                             | Robert van Veenendaal                                             | 0                                                                 | 0                                                                 | 49                                                                | 116                                                               | 42,24                                                             |                                                                   |                                                                   |
| Patrick de Haan                                                   | 0                                                                 | 0                                                                 | 65                                                                | 140                                                               | 46,42                                                             | Benny Smits                                                       | 2                                                                 | 2                                                                 | 94                                                                | 115                                                               | 81,73                                                             |                                                                   |                                                                   |
| Om 3e / 4e plaats                                                 | Om 3e / 4e plaats                                                 | Om 3e / 4e plaats                                                 | Om 3e / 4e plaats                                                 | Om 3e / 4e plaats                                                 | Om 3e / 4e plaats                                                 | FINALE                                                            | FINALE                                                            | FINALE                                                            | FINALE                                                            | FINALE                                                            | FINALE                                                            |                                                                   |                                                                   |
| Sander Jonen                                                      | 2                                                                 | 2                                                                 | 150                                                               | 190                                                               | 78,94                                                             | Jop de Jong                                                       | 2                                                                 | 3                                                                 | 179                                                               | 260                                                               | 68,84                                                             |                                                                   |                                                                   |
| Erik Vijverberg                                                   | 0                                                                 | 1                                                                 | 101                                                               | 178                                                               | 56,74                                                             | René Dericks                                                      | 0                                                                 | 1                                                                 | 123                                                               | 250                                                               | 49,20                                                             |                                                                   |                                                                   |
|                                                                   |                                                                   |                                                                   |                                                                   |                                                                   |                                                                   |                                                                   |                                                                   |                                                                   |                                                                   |                                                                   |                                                                   |                                                                   |                                                                   |

Eindstand
| 3e Grand Prix Ereklasse Biljart Artistiek 2017-2018 - EINDSTAND MET RANKINGPUNTEN | 3e Grand Prix Ereklasse Biljart Artistiek 2017-2018 - EINDSTAND MET RANKINGPUNTEN | 3e Grand Prix Ereklasse Biljart Artistiek 2017-2018 - EINDSTAND MET RANKINGPUNTEN | 3e Grand Prix Ereklasse Biljart Artistiek 2017-2018 - EINDSTAND MET RANKINGPUNTEN | 3e Grand Prix Ereklasse Biljart Artistiek 2017-2018 - EINDSTAND MET RANKINGPUNTEN | 3e Grand Prix Ereklasse Biljart Artistiek 2017-2018 - EINDSTAND MET RANKINGPUNTEN | 3e Grand Prix Ereklasse Biljart Artistiek 2017-2018 - EINDSTAND MET RANKINGPUNTEN | 3e Grand Prix Ereklasse Biljart Artistiek 2017-2018 - EINDSTAND MET RANKINGPUNTEN | 3e Grand Prix Ereklasse Biljart Artistiek 2017-2018 - EINDSTAND MET RANKINGPUNTEN | 3e Grand Prix Ereklasse Biljart Artistiek 2017-2018 - EINDSTAND MET RANKINGPUNTEN | 3e Grand Prix Ereklasse Biljart Artistiek 2017-2018 - EINDSTAND MET RANKINGPUNTEN | 3e Grand Prix Ereklasse Biljart Artistiek 2017-2018 - EINDSTAND MET RANKINGPUNTEN | 3e Grand Prix Ereklasse Biljart Artistiek 2017-2018 - EINDSTAND MET RANKINGPUNTEN | 3e Grand Prix Ereklasse Biljart Artistiek 2017-2018 - EINDSTAND MET RANKINGPUNTEN |
|                                                                                   | SPELER                                                                            | %                                                                                 | RPNT                                                                              |                                                                                   |                                                                                   | SPELER                                                                            | %                                                                                 | RPNT                                                                              |                                                                                   |                                                                                   | SPELER                                                                            | %                                                                                 | RPNT                                                                              |
| --------------------------------------------------------------------------------- | --------------------------------------------------------------------------------- | --------------------------------------------------------------------------------- | --------------------------------------------------------------------------------- | --------------------------------------------------------------------------------- | --------------------------------------------------------------------------------- | --------------------------------------------------------------------------------- | --------------------------------------------------------------------------------- | --------------------------------------------------------------------------------- | --------------------------------------------------------------------------------- | --------------------------------------------------------------------------------- | --------------------------------------------------------------------------------- | --------------------------------------------------------------------------------- | --------------------------------------------------------------------------------- |
| 1                                                                                 | Jop de Jong                                                                       | 62,27                                                                             | 44                                                                                | 5                                                                                 | Benny Smits                                                                       | 58,88                                                                             | 16                                                                                | 9                                                                                 | René Kuijstermans                                                                 | 47,53                                                                             | 8                                                                                 |                                                                                   |                                                                                   |
| 2                                                                                 | René Dericks                                                                      | 63,91                                                                             | 34                                                                                | 6                                                                                 | Robert van Veenendaal                                                             | 50,33                                                                             | 14                                                                                | 10                                                                                | Eric van Hoorn                                                                    | 42,42                                                                             | 6                                                                                 |                                                                                   |                                                                                   |
| 3                                                                                 | Sander Jonen                                                                      | 66,21                                                                             | 26                                                                                | 7                                                                                 | Mark Janssen                                                                      | 55,00                                                                             | 12                                                                                | 11                                                                                | Wilfrie Vermeer                                                                   | 47,68                                                                             | 4                                                                                 |                                                                                   |                                                                                   |
| 4                                                                                 | Erik Vijverberg                                                                   | 58,61                                                                             | 20                                                                                | 8                                                                                 | Patrick de Haan                                                                   | 50,37                                                                             | 10                                                                                | 12                                                                                | John de Bruijn                                                                    | 43,94                                                                             | 2                                                                                 |                                                                                   |                                                                                   |
| Toernooigemiddelde: 54,88 %                                                       |                                                                                   |                                                                                   |                                                                                   |                                                                                   |                                                                                   |                                                                                   |                                                                                   |                                                                                   |                                                                                   |                                                                                   |                                                                                   |                                                                                   |                                                                                   |

## Ranglijst na 3 Grand-Prixs
| Ereklasse Biljart Artistiek 2017-2018 - EINDSTAND RANKINGPUNTEN NA 3 GP’s | Ereklasse Biljart Artistiek 2017-2018 - EINDSTAND RANKINGPUNTEN NA 3 GP’s | Ereklasse Biljart Artistiek 2017-2018 - EINDSTAND RANKINGPUNTEN NA 3 GP’s | Ereklasse Biljart Artistiek 2017-2018 - EINDSTAND RANKINGPUNTEN NA 3 GP’s | Ereklasse Biljart Artistiek 2017-2018 - EINDSTAND RANKINGPUNTEN NA 3 GP’s | Ereklasse Biljart Artistiek 2017-2018 - EINDSTAND RANKINGPUNTEN NA 3 GP’s | Ereklasse Biljart Artistiek 2017-2018 - EINDSTAND RANKINGPUNTEN NA 3 GP’s | Ereklasse Biljart Artistiek 2017-2018 - EINDSTAND RANKINGPUNTEN NA 3 GP’s | Ereklasse Biljart Artistiek 2017-2018 - EINDSTAND RANKINGPUNTEN NA 3 GP’s | Ereklasse Biljart Artistiek 2017-2018 - EINDSTAND RANKINGPUNTEN NA 3 GP’s | Ereklasse Biljart Artistiek 2017-2018 - EINDSTAND RANKINGPUNTEN NA 3 GP’s | Ereklasse Biljart Artistiek 2017-2018 - EINDSTAND RANKINGPUNTEN NA 3 GP’s | Ereklasse Biljart Artistiek 2017-2018 - EINDSTAND RANKINGPUNTEN NA 3 GP’s | Ereklasse Biljart Artistiek 2017-2018 - EINDSTAND RANKINGPUNTEN NA 3 GP’s |
|                                                                           | SPELER                                                                    | %                                                                         | RPNT                                                                      |                                                                           |                                                                           | SPELER                                                                    | %                                                                         | RPNT                                                                      |                                                                           |                                                                           | SPELER                                                                    | %                                                                         | RPNT                                                                      |
| ------------------------------------------------------------------------- | ------------------------------------------------------------------------- | ------------------------------------------------------------------------- | ------------------------------------------------------------------------- | ------------------------------------------------------------------------- | ------------------------------------------------------------------------- | ------------------------------------------------------------------------- | ------------------------------------------------------------------------- | ------------------------------------------------------------------------- | ------------------------------------------------------------------------- | ------------------------------------------------------------------------- | ------------------------------------------------------------------------- | ------------------------------------------------------------------------- | ------------------------------------------------------------------------- |
| 1                                                                         | Sander Jonen                                                              | 66,42                                                                     | 114                                                                       | 5                                                                         | Erik Vijverberg                                                           | 60,73                                                                     | 56                                                                        | 9                                                                         | René Kuijstermans                                                         | 41,88                                                                     | 22                                                                        |                                                                           |                                                                           |
| 2                                                                         | Jop de Jong                                                               | 61,24                                                                     | 94                                                                        | 6                                                                         | Patrick de Haan                                                           | 49,29                                                                     | 42                                                                        | 10                                                                        | John de Bruijn                                                            | 41,49                                                                     | 14                                                                        |                                                                           |                                                                           |
| 3                                                                         | René Dericks                                                              | 63,45                                                                     | 86                                                                        | 7                                                                         | Benny Smits                                                               | 52,41                                                                     | 40                                                                        | 11                                                                        | Eric van Hoorn                                                            | 36,16                                                                     | 14                                                                        |                                                                           |                                                                           |
| 4                                                                         | Mark Janssen                                                              | 56,46                                                                     | 60                                                                        | 8                                                                         | Robert van Veenendaal                                                     | 51,28                                                                     | 36                                                                        | 12                                                                        | Wilfrie Vermeer                                                           | 36,20                                                                     | 10                                                                        |                                                                           |                                                                           |
|                                                                           |                                                                           |                                                                           |                                                                           |                                                                           |                                                                           |                                                                           |                                                                           |                                                                           |                                                                           |                                                                           |                                                                           |                                                                           |                                                                           |

## Masters Biljart Artistiek Berlicum  (den Durpsherd) 30 maart t/m 1 april 2018

### Poule-indeling
De spelers werden gerangschikt volgens poule Marseillaise op basis van het gespeelde percentage tijdens de drie Grand-Prixs.
| NK Biljart Artistiek Ereklasse 2017-2018 - POULEINDELING | NK Biljart Artistiek Ereklasse 2017-2018 - POULEINDELING | NK Biljart Artistiek Ereklasse 2017-2018 - POULEINDELING | NK Biljart Artistiek Ereklasse 2017-2018 - POULEINDELING |
| Poule A                                                  | SPELER                                                   | Poule B                                                  | SPELER                                                   |
| -------------------------------------------------------- | -------------------------------------------------------- | -------------------------------------------------------- | -------------------------------------------------------- |
| 1                                                        | Sander Jonen                                             | 1                                                        | René Dericks                                             |
| 2                                                        | Erik Vijverberg                                          | 2                                                        | Jop de Jong                                              |
| 3                                                        | Mark Janssen                                             | 3                                                        | Benny Smits                                              |
| 4                                                        | Patrick de Haan                                          | 4                                                        | Robert van Veenendaal                                    |
|                                                          |                                                          |                                                          |                                                          |

### Eindstanden Poulefase
| NK Ereklasse Masters Biljart Artistiek 2017-2018 - EINDSTANDEN POULES | NK Ereklasse Masters Biljart Artistiek 2017-2018 - EINDSTANDEN POULES | NK Ereklasse Masters Biljart Artistiek 2017-2018 - EINDSTANDEN POULES | NK Ereklasse Masters Biljart Artistiek 2017-2018 - EINDSTANDEN POULES | NK Ereklasse Masters Biljart Artistiek 2017-2018 - EINDSTANDEN POULES | NK Ereklasse Masters Biljart Artistiek 2017-2018 - EINDSTANDEN POULES | NK Ereklasse Masters Biljart Artistiek 2017-2018 - EINDSTANDEN POULES | NK Ereklasse Masters Biljart Artistiek 2017-2018 - EINDSTANDEN POULES | NK Ereklasse Masters Biljart Artistiek 2017-2018 - EINDSTANDEN POULES | NK Ereklasse Masters Biljart Artistiek 2017-2018 - EINDSTANDEN POULES | NK Ereklasse Masters Biljart Artistiek 2017-2018 - EINDSTANDEN POULES | NK Ereklasse Masters Biljart Artistiek 2017-2018 - EINDSTANDEN POULES | NK Ereklasse Masters Biljart Artistiek 2017-2018 - EINDSTANDEN POULES | NK Ereklasse Masters Biljart Artistiek 2017-2018 - EINDSTANDEN POULES | NK Ereklasse Masters Biljart Artistiek 2017-2018 - EINDSTANDEN POULES |
|                                                                       | POULE A                                                               | PP                                                                    | SETS                                                                  | PNT                                                                   | MOG                                                                   | %                                                                     |                                                                       |                                                                       | POULE B                                                               | PP                                                                    | SETS                                                                  | PNT                                                                   | MOG                                                                   | %                                                                     |
| --------------------------------------------------------------------- | --------------------------------------------------------------------- | --------------------------------------------------------------------- | --------------------------------------------------------------------- | --------------------------------------------------------------------- | --------------------------------------------------------------------- | --------------------------------------------------------------------- | --------------------------------------------------------------------- | --------------------------------------------------------------------- | --------------------------------------------------------------------- | --------------------------------------------------------------------- | --------------------------------------------------------------------- | --------------------------------------------------------------------- | --------------------------------------------------------------------- | --------------------------------------------------------------------- |
| 1                                                                     | Patrick de Haan                                                       | 4                                                                     | 8 - 4                                                                 | 454                                                                   | 781                                                                   | 58,13                                                                 | 1                                                                     | Benny Smits                                                           | 6                                                                     | 9 - 5                                                                 | 543                                                                   | 900                                                                   | %                                                                     |                                                                       |
| 2                                                                     | Erik Vijverberg                                                       | 4                                                                     | 7 - 5                                                                 | 517                                                                   | 831                                                                   | 62,21                                                                 | 2                                                                     | René Dericks                                                          | 4                                                                     | 8 - 4                                                                 | 563                                                                   | 788                                                                   | %                                                                     |                                                                       |
| 3                                                                     | Sander Jonen                                                          | 4                                                                     | 6 - 4                                                                 | 417                                                                   | 694                                                                   | 60,08                                                                 | 3                                                                     | Jop de Jong                                                           | 2                                                                     | 5 - 7                                                                 | 509                                                                   | 800                                                                   | %                                                                     |                                                                       |
| 4                                                                     | Mark Janssen                                                          | 0                                                                     | 1 - 9                                                                 | 240                                                                   | 619                                                                   | 38,77                                                                 | 4                                                                     | Robert van Veenendaal                                                 | 0                                                                     | 3 - 9                                                                 | 324                                                                   | 753                                                                   | %                                                                     |                                                                       |
|                                                                       |                                                                       |                                                                       |                                                                       |                                                                       |                                                                       |                                                                       |                                                                       |                                                                       |                                                                       |                                                                       |                                                                       |                                                                       |                                                                       |                                                                       |

### Plaatsingswedstrijden 5 t/m 8
| 5e / 6e plaats - NK Ereklasse Masters Biljart Artistiek 2017-2018 – 7e / 8e plaats | 5e / 6e plaats - NK Ereklasse Masters Biljart Artistiek 2017-2018 – 7e / 8e plaats | 5e / 6e plaats - NK Ereklasse Masters Biljart Artistiek 2017-2018 – 7e / 8e plaats | 5e / 6e plaats - NK Ereklasse Masters Biljart Artistiek 2017-2018 – 7e / 8e plaats | 5e / 6e plaats - NK Ereklasse Masters Biljart Artistiek 2017-2018 – 7e / 8e plaats | 5e / 6e plaats - NK Ereklasse Masters Biljart Artistiek 2017-2018 – 7e / 8e plaats | 5e / 6e plaats - NK Ereklasse Masters Biljart Artistiek 2017-2018 – 7e / 8e plaats | 5e / 6e plaats - NK Ereklasse Masters Biljart Artistiek 2017-2018 – 7e / 8e plaats | 5e / 6e plaats - NK Ereklasse Masters Biljart Artistiek 2017-2018 – 7e / 8e plaats | 5e / 6e plaats - NK Ereklasse Masters Biljart Artistiek 2017-2018 – 7e / 8e plaats | 5e / 6e plaats - NK Ereklasse Masters Biljart Artistiek 2017-2018 – 7e / 8e plaats | 5e / 6e plaats - NK Ereklasse Masters Biljart Artistiek 2017-2018 – 7e / 8e plaats | 5e / 6e plaats - NK Ereklasse Masters Biljart Artistiek 2017-2018 – 7e / 8e plaats |
| om de 5e plaats                                                                    | PP                                                                                 | SETS                                                                               | PNT                                                                                | MOG                                                                                | %                                                                                  |                                                                                    | om de 7e plaats                                                                    | PP                                                                                 | SETS                                                                               | PNT                                                                                | MOG                                                                                | %                                                                                  |
| ---------------------------------------------------------------------------------- | ---------------------------------------------------------------------------------- | ---------------------------------------------------------------------------------- | ---------------------------------------------------------------------------------- | ---------------------------------------------------------------------------------- | ---------------------------------------------------------------------------------- | ---------------------------------------------------------------------------------- | ---------------------------------------------------------------------------------- | ---------------------------------------------------------------------------------- | ---------------------------------------------------------------------------------- | ---------------------------------------------------------------------------------- | ---------------------------------------------------------------------------------- | ---------------------------------------------------------------------------------- |
| Sander Jonen                                                                       | 2                                                                                  | 2                                                                                  | 103                                                                                | 150                                                                                | 68,66                                                                              | Mark Janssen                                                                       | 2                                                                                  | 2                                                                                  | 96                                                                                 | 200                                                                                | 48,00                                                                              |                                                                                    |
| Jop de Jong                                                                        | 0                                                                                  | 0                                                                                  | 81                                                                                 | 140                                                                                | 57,85                                                                              | Robert van Veenendaal                                                              | 0                                                                                  | 1                                                                                  | 108                                                                                | 208                                                                                | 51,92                                                                              |                                                                                    |
|                                                                                    |                                                                                    |                                                                                    |                                                                                    |                                                                                    |                                                                                    |                                                                                    |                                                                                    |                                                                                    |                                                                                    |                                                                                    |                                                                                    |                                                                                    |

### Finales
| NK Ereklasse Masters Biljart Artistiek 2017-2018 – KRUISFINALES | NK Ereklasse Masters Biljart Artistiek 2017-2018 – KRUISFINALES | NK Ereklasse Masters Biljart Artistiek 2017-2018 – KRUISFINALES | NK Ereklasse Masters Biljart Artistiek 2017-2018 – KRUISFINALES | NK Ereklasse Masters Biljart Artistiek 2017-2018 – KRUISFINALES | NK Ereklasse Masters Biljart Artistiek 2017-2018 – KRUISFINALES | NK Ereklasse Masters Biljart Artistiek 2017-2018 – KRUISFINALES | NK Ereklasse Masters Biljart Artistiek 2017-2018 – KRUISFINALES | NK Ereklasse Masters Biljart Artistiek 2017-2018 – KRUISFINALES | NK Ereklasse Masters Biljart Artistiek 2017-2018 – KRUISFINALES | NK Ereklasse Masters Biljart Artistiek 2017-2018 – KRUISFINALES | NK Ereklasse Masters Biljart Artistiek 2017-2018 – KRUISFINALES | NK Ereklasse Masters Biljart Artistiek 2017-2018 – KRUISFINALES |
| Kruisfinale 1                                                   | PP                                                              | SETS                                                            | PNT                                                             | MOG                                                             | %                                                               |                                                                 | Kruisfinale 2                                                   | PP                                                              | SETS                                                            | PNT                                                             | MOG                                                             | %                                                               |
| --------------------------------------------------------------- | --------------------------------------------------------------- | --------------------------------------------------------------- | --------------------------------------------------------------- | --------------------------------------------------------------- | --------------------------------------------------------------- | --------------------------------------------------------------- | --------------------------------------------------------------- | --------------------------------------------------------------- | --------------------------------------------------------------- | --------------------------------------------------------------- | --------------------------------------------------------------- | --------------------------------------------------------------- |
| Patrick de Haan                                                 | 0                                                               | 1                                                               | 138                                                             | 255                                                             | 54,11                                                           | Erik Vijverberg                                                 | 2                                                               | 3                                                               | 230                                                             | 358                                                             | 64,24                                                           |                                                                 |
| René Dericks                                                    | 2                                                               | 3                                                               | 155                                                             | 253                                                             | 61,26                                                           | Benny Smits                                                     | 0                                                               | 2                                                               | 239                                                             | 365                                                             | 65,47                                                           |                                                                 |
|                                                                 |                                                                 |                                                                 |                                                                 |                                                                 |                                                                 |                                                                 |                                                                 |                                                                 |                                                                 |                                                                 |                                                                 |                                                                 |
| NK Ereklasse Masters Biljart Artistiek 2017-2018 – FINALE       |                                                                 |                                                                 |                                                                 |                                                                 |                                                                 |                                                                 |                                                                 |                                                                 |                                                                 |                                                                 |                                                                 |                                                                 |
| FINALE                                                          | PP                                                              | SETS                                                            | PNT                                                             | MOG                                                             | %                                                               |                                                                 |                                                                 |                                                                 |                                                                 |                                                                 |                                                                 |                                                                 |
| René Dericks                                                    | 0                                                               | 2                                                               | 233                                                             | 370                                                             | 62,97                                                           |                                                                 |                                                                 |                                                                 |                                                                 |                                                                 |                                                                 |                                                                 |
| Erik Vijverberg                                                 | 2                                                               | 3                                                               | 272                                                             | 380                                                             | 71,57                                                           |                                                                 |                                                                 |                                                                 |                                                                 |                                                                 |                                                                 |                                                                 |
|                                                                 |                                                                 |                                                                 |                                                                 |                                                                 |                                                                 |                                                                 |                                                                 |                                                                 |                                                                 |                                                                 |                                                                 |                                                                 |

### Eindstand
| NK Ereklasse Masters Biljart Artistiek 2017-2018 - EINDSTAND | NK Ereklasse Masters Biljart Artistiek 2017-2018 - EINDSTAND | NK Ereklasse Masters Biljart Artistiek 2017-2018 - EINDSTAND | NK Ereklasse Masters Biljart Artistiek 2017-2018 - EINDSTAND | NK Ereklasse Masters Biljart Artistiek 2017-2018 - EINDSTAND | NK Ereklasse Masters Biljart Artistiek 2017-2018 - EINDSTAND | NK Ereklasse Masters Biljart Artistiek 2017-2018 - EINDSTAND | NK Ereklasse Masters Biljart Artistiek 2017-2018 - EINDSTAND | NK Ereklasse Masters Biljart Artistiek 2017-2018 - EINDSTAND | NK Ereklasse Masters Biljart Artistiek 2017-2018 - EINDSTAND | NK Ereklasse Masters Biljart Artistiek 2017-2018 - EINDSTAND | NK Ereklasse Masters Biljart Artistiek 2017-2018 - EINDSTAND | NK Ereklasse Masters Biljart Artistiek 2017-2018 - EINDSTAND | NK Ereklasse Masters Biljart Artistiek 2017-2018 - EINDSTAND | NK Ereklasse Masters Biljart Artistiek 2017-2018 - EINDSTAND |
|                                                              |                                                              | PP                                                           | SETS                                                         | PNT                                                          | MOG                                                          | %                                                            |                                                              |                                                              |                                                              | PP                                                           | SETS                                                         | PNT                                                          | MOG                                                          | %                                                            |
| ------------------------------------------------------------ | ------------------------------------------------------------ | ------------------------------------------------------------ | ------------------------------------------------------------ | ------------------------------------------------------------ | ------------------------------------------------------------ | ------------------------------------------------------------ | ------------------------------------------------------------ | ------------------------------------------------------------ | ------------------------------------------------------------ | ------------------------------------------------------------ | ------------------------------------------------------------ | ------------------------------------------------------------ | ------------------------------------------------------------ | ------------------------------------------------------------ |
|                                                              | Erik Vijverberg                                              | 8                                                            | 13 - 9                                                       | 1019                                                         | 1569                                                         | 64,94                                                        | 5                                                            | Sander Jonen                                                 | 6                                                            | 8 - 4                                                        | 520                                                          | 844                                                          | 61,61                                                        |                                                              |
|                                                              | René Dericks                                                 | 6                                                            | 13 - 8                                                       | 951                                                          | 1411                                                         | 67,39                                                        | 6                                                            | Jop de Jong                                                  | 2                                                            | 5 - 9                                                        | 590                                                          | 940                                                          | 62,76                                                        |                                                              |
|                                                              | Benny Smits                                                  | 6                                                            | 11 - 8                                                       | 782                                                          | 1265                                                         | 61,81                                                        | 7                                                            | Mak Janssen                                                  | 2                                                            | 3 - 10                                                       | 336                                                          | 819                                                          | 41,02                                                        |                                                              |
| Patrick de Haan                                              | 4                                                            | 9 - 7                                                        | 592                                                          | 1036                                                         | 57,14                                                        | 8                                                            | Robert van Veenendaal                                        | 0                                                            | 4 - 11                                                       | 432                                                          | 961                                                          | 44,95                                                        |                                                              |                                                              |
|                                                              |                                                              |                                                              |                                                              |                                                              |                                                              |                                                              |                                                              |                                                              |                                                              |                                                              |                                                              |                                                              |                                                              |                                                              |

NK Biljart Artistiek Ivoor
Amsterdam 1954-1955 ·  
Ammerzoden 1978-1979 · 
Waalwijk 1979-1980 · 
Dedemsvaart 1980-1981 · 
Haarlem 1981-1982 · 
Wijchen 1982-1983 · 
Glanerbrug 1983-1984 · 
Valkenburg (L) 1984-1985 ·
Doetinchem 1985-1986 · 
Halsteren 1986-1987 · 
Leeuwarden 1987-1988 · 
Grubbenvorst 1988-1989 · 
Oss 1989-1990 · 
Gorssel 1990-1991 · 
Voorschoten 1991-1992 · 
Voorschoten 1992-1993 ·  
Voorschoten 1993-1994 · 
Nieuwleusen 1994-1995 · 
Hoensbroek 1995-1996 · 
Grubbenvorst 1996-1997 · 
Assen 1997-1998 · 
Rilland-Bath 1998-1999 ·
Hattem 1999-2000 · 
Berkel-Enschot 2000-2001 ·
Warmenhuizen 2001-2002 · 
Amsterdam 2002-2003 · 
Amsterdam 2003-2004 · 
Amsterdam 2004-2005
NK Biljart Artistiek Kunststof
Nijmegen 2003-2004 · 
Venlo 2004-2005 · 
St. Willebrord 2005-2006 · 
Grubbenvorst 2006-2007 · 
Nijverdal 2007-2008 · 
Aalten 2008-2009 ·  
Groenlo 2009-2010 ·
Welberg 2010-2011 ·
Haarlo 2011-2012 · 
Rosmalen 2012-2013 · 
Haarlo 2013-2014 · 
Mariënberg 2014-2015 · 
Haarlo 2015-2016 · 
Oosterhout 2016-2017 · 
Berlicum 2017-2018 · 
Doetinchem 2018-2019 · 
nnb 2019-2020